# Čerdyn'
Čerdyn' è una città della Russia europea nordorientale (Territorio di Perm'); appartiene al rajon Čerdynskij, del quale è il capoluogo.
Sorge nella parte orientale del Territorio di Perm', nel pedemonte degli Urali sulla sponda destra della Kolva, 470 chilometri a nord del capoluogo Perm'.
Attestata nelle cronache a partire dal 1451, come insediamento della locale popolazione Komi, sembra che fosse la capitale dell'antico Principato della Grande Perm'. La cittadina passò tuttavia già nel 1472 sotto l'influenza moscovita, sviluppandosi poi dalla seconda metà del XVI secolo come centro commerciale sulla strada che univa la regione uralica con la Siberia nordoccidentale (ottenne lo status di città già nel 1535). A partire dall'inizio del XIX secolo, con il progressivo affermarsi della regione siberiana, la cittadina iniziò a decadere riducendosi a centro di importanza locale per il commercio di pellicce e prodotti ittici.